# Naturpark Randers Fjord
Naturpark Randers Fjord er en dansk naturpark som omfatter et område omkring Randers Fjord. Naturpark Randers Fjord blev udnævnt til naturpark 1. februar 2018 af Friluftsrådet og åbnet 27. maj 2018.
Naturparken omfatter 29.250 ha og er den næststørste i Danmark. Den ligger i Randers og Norddjurs Kommuner. Tidligere havde området været pilotnaturpark siden 2014.
Naturpark Randers Fjord indeholder unikke naturtyper i Danmark i form af Gudenåens floddelta og Danmarks eneste østvendte vadehav ved Udbyhøj.
Mange af de danske naturtyper er repræsenteret i umiddelbar nærhed af Randers Fjord. Der er strandenge flere steder langs kysten, flere spændende skove og områder, hvor flere forskellige naturtyper optræder i mosaik med hede, overdrev, enge og moser.
Rørskoven langs Randers Fjord er én af Danmarks største. De store bestande af både tagrør og søkogleaks er meget karakteristiske for området. Randers Fjord rummer også den brede fauna, der knytter sig til de naturtyper, der er repræsenteret i området. Her kan f.eks. nævnes strandtudse, odder, fiskeørn, skarv, fiskehejre og sæl. Herudover findes der en lang række fiskearter i fjorden.